# Tetractenos glaber
Tetractenos glaber és una espècie de peix de la família dels tetraodòntids i de l'ordre dels tetraodontiformes.
Els mascles poden assolir 15 cm de longitud total.
És depredat per Mustelus antarcticus.
És un peix de clima subtropical i demersal. Es troba al sud d'Austràlia.
És inofensiu per als humans.